# Gino Peruzzi
Gino Peruzzi Lucchetti (Corral de Bustos, 9 juni 1992) is een Argentijns voetballer die bij voorkeur als rechtsachter speelt. Hij verruilde Catania in januari 2015 voor Boca Juniors. Peruzzi debuteerde in 2012 in het Argentijns voetbalelftal.

## Clubcarrière
CA Vélez Sársfield haalde Peruzzi op zijn veertiendee weg bij CA Social Corralense. Hij maakte op 27 november 2011 zijn profdebuut, tegen CA Colón. Hij speelde zijn eerste wedstrijd als rechtsbuiten.

## Interlandcarrière
Peruzzi debuteerde op 22 november 2012 in het Argentijns voetbalelftal, in een oefeninterland tegen Brazilië. Argentinië won met 2–1 dankzij twee doelpunten van invaller Ignacio Scocco.
1 Rossi ·
2 López ·
4 Weigandt ·
5 Zambrano ·
6 Rojo ·
8 Cardona ·
9 Orsini ·
11 Salvio ·
13 García ·
14 Rolón ·
16 Molinas ·
17 Advíncula ·
18 Fabra ·
19 Barco ·
20 Ramírez ·
21 Campuzano ·
22 Villa ·
23 González ·
24 Izquierdoz  ·
26 Fernández ·
29 Briasco ·
30 Zeballos ·
31 Pavón ·
32 Almendra ·
33 Varela ·
34 Obando ·
36 Medina ·
37 Sández ·
38 Vázquez ·
Coach: Russo